# Pedro Nolasco Videla
Pedro Nolasco Videla fue un jurisconsulto, político y periodista argentino.
Fue miembro del Congreso Constituyente convocado en 1824 que dio sanción a la Constitución Argentina de 1826.

## Biografía
Pedro Nolasco Videla nació en la ciudad de Mendoza.
El 8 de abril de 1810 se graduó de licenciado en leyes en la Universidad de San Felipe.
Regresó a Mendoza donde ejerció su profesión hasta que se involucró en la política local.
Fue elegido por el gobernador de la provincia de Mendoza doctor Tomás Godoy Cruz para integrar junto a Nazario Ortíz el consejo de guerra presidido por el gobernador. que procesó al brigadier José Miguel Carrera y a los coroneles José María Benavente y Felipe Álvarez.
Considerado un «ilustrado y distinguido jurisconsulto», fue designado ministro de gobierno por el sucesor de Godoy Cruz, el gobernador Pedro Molina y Sotomayor. En el ejercicio del cargo, en 1822 fundó El Registro Ministerial, medio destinado a la publicación de los documentos oficiales.
Su administración fue considerada particularmente «fructuosa y próspera». Estableció una «Sociedad Lancasteriana» con el fin de promover la educación en la provincia y difundir el sistema de Lancaster. La Sociedad era responsable también de la imprenta y de la biblioteca pública creada sobre la base de donaciones de vecinos y de unos 700 libros obsequiados por el general José de San Martín. La Sociedad Lancasteriana staba integrada por Nolasco Videla mismo, por Juan Crisóstomo Lafinur, Juan Gillies, Nicolás Villanueva, el presbítero Nolasco Mayorga, Juan Gualberto Godoy, Tomás Godoy Cruz, Gavino García, Juan Bautista Chenaut, José Lorenzo Guiraldez, José Cabero, Pedro León Zuloaga, Carlos Pizarro, Agustín Bardal, Pedro Regalado de la Plaza, Jesé Maria Salmas, etc.
En diciembre de 1823 solicitó licencia por motivos de salud, siendo reemplazado interinamente por el clérigo José Andrés Pacheco de Melo. No obstante, discrepancias con el nuevo rumbo adoptado por la administración con el visto bueno del gobernador, lo impulsó a dejar definitivamente el ejecutivo provincial: «viendo desviarse al Gobernador Molina, de la marcha liberal y de progreso, que por sus sabios y acertados consejos, le habia abierto, no volvió mas a su puesto. Este desventajoso cambio de Ministerio, produjo la funesta crisis de la administración Molina, su caída y los males que experimentó la Provincia en su comercio, en sus instituciones y en el incremento de la riqueza pública y particular».
Fue elegido para la Sala de Representantes de la provincia, actuando como presidente de la legislatura entre los años 1823 y 1825. Entre 1824 y 1826 asesoró también a los jueces de 1ª instancia de la provincia.
Fue nombrado diputado por la provincia de Mendoza ante el Congreso General de 1824, votando por la afirmativa la constitución de sesgo unitario. Propuso sin éxito reducir el mandato de los gobernadores a sólo 2 años. En enero de 1827 se retiró del Congreso en esos momentos en receso, dejando a consideración del mismo una solicitud de licencia por tres meses.
De regreso a Mendoza fue nombrado fiscal y en 1832 designado para integrar la Cámara de Justicia.